# Kentucky (film)
Kentucky – amerykański film z 1938 roku w reżyserii Davida Butlera.

## Obsada
- Loretta Young
- Richard Greene
- Walter Brennan
- Douglass Dumbrille
- Karen Morley
- Moroni Olsen